# 붉은뺨가마우지
붉은뺨가마우지(학명: Urile urile)는 가마우지과의 새이다.
일본 홋카이도 동쪽 끝에서 한반도 북부, 쿠릴 열도, 캄차카반도 남단, 알류샨 열도를 거쳐 알래스카반도 및 알래스카만까지 서식 범위가 넓다.